# Alain Bernard (zwemmer)
Alain Bernard (Aubagne, 1 mei 1983) is een voormalige Franse zwemmer. Hij vertegenwoordigde zijn vaderland tijdens de Olympische Zomerspelen 2008 in Peking en op de Olympische Zomerspelen 2012 in Londen.
Bernard valt op door de krachtige bouw van zijn schouders en bovenarmen, waarmee hij de tegenpool is van een concurrent als Pieter van den Hoogenband, die het meer moest hebben van souplesse.

## Carrière
Bernard wist zich niet te kwalificeren voor de Olympische Spelen 2004 in Athene. In het najaar van 2004 kwam hij terug; hij was vooral succesvol op de kortebaan, waarin hij met de Franse estafetteploeg vrije slag verschillende medailles haalde. In Boedapest haalde hij met de estafetteploeg een bronzen medaille. Zijn doorbraak op de langebaan kwam in Melbourne tijdens de Wereldkampioenschappen zwemmen 2007. Hij brak in dat jaar het oude Franse record van Frédérick Bousquet en hoewel hij de individuele finale ternauwernood miste, haalde hij wederom brons op de estafette. Later dat jaar klokte hij tijdens de Franse zwemkampioenschappen een tijd van 48,12, gelijk aan de toptijd van Filippo Magnini en drie tiende boven het wereldrecord van Van den Hoogenband (47,84 gezwommen tijdens de Olympische Spelen van Sydney).
Op 21 maart 2008 vestigde hij een nieuw wereldrecord op de 100m vrije slag lange baan met een tijd van 47,60: 0,24 seconde sneller dan het oude wereldrecord uit 2000 van Pieter van den Hoogenband. Een dag later scherpte hij het record aan tot 47,50. Op 23 maart 2008 zwom hij ook een wereldrecord op de 50m vrije slag. De drie records werden gezwommen tijdens de Europese kampioenschappen zwemmen 2008 te Eindhoven. In Peking veroverde Bernard de gouden medaille op de Olympische Zomerspelen bij de 100 meter vrije slag, en haalde hij brons op de 50 meter vrije slag binnen. Wel raakte hij op de Olympische Spelen zijn wereldrecord op de 100 meter vrije slag kwijt tijdens de halve finales, toen de Australiër Eamon Sullivan een tijd van 47,05 liet neerzetten. Samen met Amaury Leveaux, Fabien Gilot en Frédérick Bousquet sleepte hij de zilveren medaille in de wacht op de 4x100 meter vrije slag, het kwartet zwom een nieuw Europees record en kwam slechts 0,08 seconde tekort voor het goud.

### 2009-2012
Op 23 april 2009 zwom Bernard op de Franse nationale kampioenschappen een nieuw wereldrecord op de 100 meter vrije slag. Zijn tijd van 46,94 seconden werd echter niet erkend door de FINA omdat hij een onregelmentair zwempak droeg. Op de wereldkampioenschappen zwemmen 2009 in Rome legde de Fransman op de 100 meter vrije slag beslag op het zilver. Op de 4x100 meter vrije slag veroverde hij samen met Fabien Gilot, Grégory Mallet en Frédérick Bousquet, net als in Melbourne, de bronzen medaille. Samen met Jérémy Stravius, Hugues Duboscq en Clément Lefert eindigde hij als vijfde op de 4x100 meter wisselslag.
Tijdens de Europese kampioenschappen zwemmen 2010 in Boedapest prolongeerde Bernard zijn Europese titel op de 100 meter vrije slag, hij bleef de Rus Jevgeni Lagoenov slechts drie honderdste van een seconde voor. Op de 50 meter vrije slag strandde hij in de series vanwege de 2 deelnemers per land regel. Op de 4x100 meter vrije slag sleepte hij samen met Fabien Gilot, Yannick Agnel en William Meynard de zilveren medaille in de wacht. In Dubai nam de Fransman deel aan de wereldkampioenschappen kortebaanzwemmen 2010, op dit toernooi eindigde hij als vierde op de 100 meter vrije slag en als zesde op de 50 meter vrije slag. Samen met Frédérick Bousquet, Fabien Gilot en Yannick Agnel veroverde hij de wereldtitel op de 4x100 meter vrije slag.
Op de wereldkampioenschappen zwemmen 2011 in Shanghai legde Bernard, op de 50 meter vrije slag, beslag op de bronzen medaille. Op de 4x100 meter vrije slag sleepte hij samen met Jérémy Stravius, William Meynard en Fabien Gilot de zilveren medaille in de wacht.
Tijdens de Europese kampioenschappen zwemmen 2012 in Debrecen veroverde de Fransman de zilveren medaille op de 100 meter vrije slag, op de 50 meter vrije slag eindigde hij op de zevende plaats. Samen met Amaury Leveaux, Frédérick Bousquet en Jérémy Stravius werd hij Europees kampioen op de 4x100 meter vrije slag, op de 4x100 meter wisselslag eindigde hij samen met Benjamin Stasiulis, Hugues Duboscq en Romain Sassot op de vijfde plaats. In Londen nam Bernard deel aan de Olympische Zomerspelen van 2012. Op dit toernooi zwom hij samen met Amaury Leveaux, Jérémy Stravius en Clément Lefert in de series, in de finale legden Leveaux en Lefert samen met Fabien Gilot en Yannick Agnel beslag op de gouden medaille. Voor zijn aandeel in de series ontving Bernard eveneens de gouden medaille.

## Helikoptercrash
Op 9 maart 2015 ontsnapte Bernard aan de dood bij de opnamen van het Franse realityprogramma 'Dropped' in de buurt van Villa Castelli (Argentinië). Hij had in een van de twee helikopters moeten zitten die vlak daarna met elkaar botsten en waarbij alle tien de inzittenden omkwamen, maar hij werd verzocht uit te stappen omdat zijn toestel te zwaar was. Onder meer zwemster Camille Muffat, bokser Alexis Vastine en zeilster Florence Arthaud kwamen wel om.

## Internationale toernooien

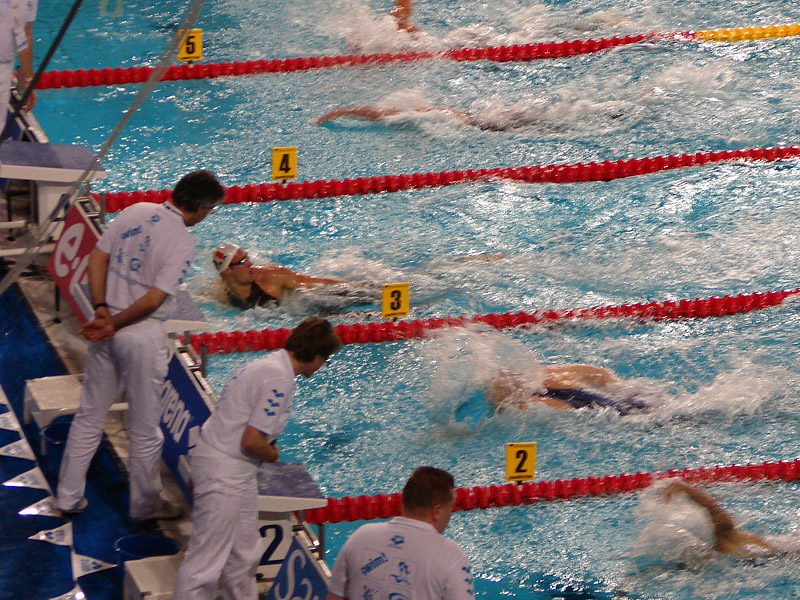
Bernard tikt aan bij zijn wereldrecordrace in Eindhoven.

| Jaar | Olympische Spelen                                    | WK langebaan                                                                      | WK kortebaan                                               | EK langebaan                                                                   | EK kortebaan                                                                      |
| ---- | ---------------------------------------------------- | --------------------------------------------------------------------------------- | ---------------------------------------------------------- | ------------------------------------------------------------------------------ | --------------------------------------------------------------------------------- |
| 2003 |                                                      | geen deelname                                                                     |                                                            |                                                                                | 37e 50m vrije slag 28e 100m vrije slag 8e 4x50m vrije slag                        |
| 2004 | geen deelname                                        |                                                                                   | geen deelname                                              | geen deelname                                                                  | 14e 50m vrije slag · 4x50m vrije slag                                             |
| 2005 |                                                      | geen deelname                                                                     |                                                            |                                                                                | 17e 50m vrije slag · 4e 100m vrije slag · 4x50m vrije slag                        |
| 2006 |                                                      |                                                                                   | geen deelname                                              | 17e 50m vrije slag · 7e 100m vrije slag · 4x100m vrije slag                    | 18e 50m vrije slag · 100m vrije slag · 4x50m vrije slag                           |
| 2007 |                                                      | 9e 50m vrije slag · 9e 100m vrije slag · 4x100m vrije slag · 7e 4x100m wisselslag |                                                            |                                                                                | 50m vrije slag · 100m vrije slag · 4x50m vrije slag                               |
| 2008 | 50m vrije slag · 100m vrije slag · 4x100m vrije slag |                                                                                   | geen deelname                                              | 50m vrije slag · 100m vrije slag                                               | 17e 50m vrije slag · 17e 100m vrije slag · 4x50m vrije slag · 4e 4x50m wisselslag |
| 2009 |                                                      | 100m vrije slag · 4x100m vrije slag · 5e 4x100m wisselslag                        |                                                            |                                                                                | geen deelname                                                                     |
| 2010 |                                                      |                                                                                   | 6e 50m vrije slag · 4e 100m vrije slag · 4x100m vrije slag | 17e 50m vrije slag · 100m vrije slag · 4x100m vrije slag                       | geen deelname                                                                     |
| 2011 |                                                      | 50m vrije slag · 4x100m vrije slag                                                |                                                            |                                                                                | geen deelname                                                                     |
| 2012 | 4x100m vrije slag · Bernard zwom enkel de series     |                                                                                   | geen deelname                                              | 7e 50m vrije slag · 100m vrije slag · 4x100m vrije slag · 4e 4x100m wisselslag | geen deelname                                                                     |

## Persoonlijke records
Bijgewerkt tot en met 26 april 2009
Kortebaan
| Afstand         | Tijd    | Datum            | Plaats |
| --------------- | ------- | ---------------- | ------ |
| 50m vrije slag  | 20,64   | 14 december 2008 | Rijeka |
| 100m vrije slag | 45,69   | 7 december 2008  | Angers |
| 200m vrije slag | 1.43,40 | 6 december 2008  | Angers |

Langebaan
| Afstand         | Tijd    | Datum         | Plaats      |
| --------------- | ------- | ------------- | ----------- |
| 50m vrije slag  | 21,23   | 26 april 2009 | Montpellier |
| 100m vrije slag | 46,94   | 23 april 2009 | Montpellier |
| 200m vrije slag | 1.47,81 | 29 juni 2008  | Glasgow     |